# Про страхітливу битву Пекінесів і Поліклів
«Про страхітливу битву Пекінесів і Поліклів за участі Мопсів і Шпіців, у яку втрутився Великий Румпус» — вірш Томаса Еліота зі збірки «Котознавство від Старого Опосума» (1939) Томаса Еліота та мюзиклу «Коти» Е. Ллойда Веббера.

## Вірш
Вірш вперше опубліковано 5 жовтня 1939 року в збірці «Котознавство від Старого Опосума». Пси трактуються в книзі як «довірливі простаки», а саме в цьому вірші події обертаються навколо метушні, спричиненої ворожнечею поміж псами. Еліот конкретно називає поліклів «йоркшир-тер'єрами», покликаючись на свою першу дружину і її пса Поллі.
«Полікли» (Pollicle dogs) — неправильна вимова «poor little dogs» — маленькі бідненькі песики; схожа неправильна вимова використана для «медових киць» (Jellicle cats) — «dear little cats» — милі маленькі котики.

## «Коти»
У мюзиклі «Коти» пісню «Про страхітливу битву Пекінесів і Поліклів» виконується в музичному розмірі 6/8 як частина п'єси, що вписана в мюзикл. На сцені пісня виконується Манкустрапом і розповідає про легендарну битву поміж двома сусідськими зграями псів, Пекінесів і Поліклів, які гавкали доти, поки «парк весь на вуха став». Згодом до них долучаються Мопси та Шпіци. Так триває аж поки не втручається Великий Румпус і не відлякує псів. Під час того, як Манкустрап оповідає історію, інші переодягнені на псів коти та кішки зображають на сцені описані події. П'єса переривається декілька разів витівками Рам Там Таґера.